# Michael Bishop (författare)
Michael Bishop, född 12 november 1945 i Lincoln, Nebraska, död 13 november 2023 i Pine Mountain i Harris County, Georgia, var en amerikansk science fiction-författare. Han belönades 1981 med Nebulapriset för långnovellen The Quickening och 1982 för romanen No Enemy But Time.